# Rodden
Rodden este o comună în Saxonia-Anhalt, Germania